# Xã Marion, Quận Henry, Ohio
Xã Marion (tiếng Anh: Marion Township) là một xã thuộc quận Henry, tiểu bang Ohio, Hoa Kỳ. Năm 2010, dân số của xã này là 1.297 người.